# The Salvation Army Lass
The Salvation Army Lass è un cortometraggio muto del 1909 diretto da David W. Griffith. Il regista firma anche la sceneggiatura basata sul lavoro teatrale Salvation Nell di Edward Sheldon. Il dramma era andato in scena in prima a Broadway il 17 novembre 1908.

## Trama
La povera Mary Wilson, una ragazza che vive nei quartieri degradati della città, si innamora di Bob Walton, uno del Lower East Side, un rude individuo che non riesce ad apprezzare il puro amore di Mary. Lui la costringe a entrare nel saloon, dove la ragazza viene insultata da uno degli avventori. Bob viene alle mani con l'uomo che, tirata fuori una pistola, cerca di sparargli. Nella lotta, parte un colpo che risulta fatale. Bob, anche se non ha sparato lui, viene condannato a un anno di prigione. Rimasta invischiata in quella squallida vicenda, Mary perde il lavoro e viene buttata fuori di casa. Disperata, trova aiuto in una donna che, in realtà, è una borseggiatrice alla ricerca di nuovi complici da affiliare alla sua banda. La ragazza scopre presto gli scopi della sua "benefattrice" e scappa via da lei, andando a rifugiarsi presso l'Esercito della Salvezza. Passa un anno. Mary, diventata un soldato dell'Esercito, è amata e stimata da tutti. Un giorno, rivede Bob che è appena uscito dal carcere. L'uomo vive nei bassifondi e si sta preparando a prendere parte a un furto. Rischiando quasi la vita. Mary riesce a distoglierlo da quei propositi delittuosi e converte anche lui ai sani principi dell'Esercito della Salvezza.

## Produzione
Prodotto dall'American Mutoscope & Biograph, il film fu girato a Fort Lee, nel New Jersey.

## Distribuzione
Il copyright del film, richiesto dall'American Mutoscope and Biograph Co., fu registrato l'11 marzo 1909 con il numero H123873.
Distribuito dall'American Mutoscope & Biograph, il film - un cortometraggio in una bobina - uscì nelle sale cinematografiche statunitensi l'11 marzo 1909.
Non si conoscono copie ancora esistenti della pellicola che viene considerata presumibilmente perduta.